# Anne-Marie Keßel
Anne-Marie Keßel, auch Anne-M. Keßel (* 1982) ist eine deutsche Drehbuchautorin, Schriftstellerin und Hörspielautorin.

## Leben
Keßel studierte nach ihrem Abitur im Jahr 2002 bis Januar 2008 an der Universität zu Köln Germanistik und Philosophie. Nach dem Abschluss ihres Studiums mit dem 1. Staatsexamen arbeitete sie in der Setaufnahmeleitung und als 2. Regieassistenz für diverse Kino- und Fernsehfilme. Im Oktober 2008 trat sie ihr Drehbuchstudium an der Hochschule für Fernsehen und Film München an. Mit ihrem Drehbuch Die Nase der Sphinx schloss sie im Oktober 2014 ihr Diplomstudium an der HFF München erfolgreich ab.
Zu ihren verfilmten Drehbüchern zählen Volltreffer und Nackt. Das Netz vergisst nie. sowie die Episode „Happy New Year“ der ZDFneo-Serie Liebe. Jetzt!
2018 wurde Keßel für Nackt. Das Netz vergisst nie. für den Deutschen Fernsehpreis 2018 in der Kategorie Bestes Buch nominiert.
Am 31. März 2022 erschien Keßels Romandebüt Gefährliche Gischt im Piper Verlag, der als bestes Debüt im Bereich Kriminalroman/Thriller für den Harzer Hammer 2022, den Literaturpreis des Mordsharz Krimifestivals, nominiert wurde.
Am 18. Juni 2022 veröffentlichte der WDR Anne Bonny. Die Piratin, Keßels achtteilige Abenteuer-Hörspielserie über die wohl berühmteste Piratin der Karibik.

## Werke

### Filmografie (Auswahl)
- 2016: Volltreffer
- 2017: Nackt. Das Netz vergisst nie.
- 2020: Liebe. Jetzt! Christmas Edition (Fernsehserie,  Folge Happy New Year)

### Bibliografie
- 2022: Gefährliche Gischt. Piper Verlag, München 2022. ISBN 978-3-492-31804-4
- 2024: Tödliche Strömung. Piper Verlag, München 2024. ISBN 978-3-492-31491-6

### Hörbücher
- 2022: Gefährliche Gischt. SAGA Egmont, gelesen von Caroline Kiesewetter, 741 Min., ISBN 978-87-28-32257-4

### Hörspiele
- 2022: Anne Bonny. Die Piratin (8 Folgen). Regie: Martin Zylka (Original-Hörspiel – WDR)[4]
- 2022: Das Spiel. Regie: Claudia Johanna Leist (Originalhörspiel – WDR)[5]
- 2023: Boudicca. Die Keltenkriegerin (8 Folgen). Regie: Martin Zylka (Original-Hörspiel – WDR)[6]
- 2024: Horla. Regie: Jörg Schlüter (Original-Hörspiel – WDR)[7]
- 2025: Belle Star (Zweiteiler). Regie: Martin Zylka (Original-Hörspiel – WDR)[8]

### Theaterstücke
- 2022: Robin. Deutscher Theaterverlag. Uraufführung am 16. September 2022. Regie: Jörn Arens (Werkstatt-Theater Kiel)

## Auszeichnungen
- 2017: Nominierung beim Fernsehfilmfestival Baden-Baden für Nackt. Das Netz vergisst nie.
- 2018: Nominierung Deutscher Fernsehpreis 2018 in der Kategorie Bestes Buch für Nackt. Das Netz vergisst nie.
- 2021: Nominierung Grimme-Preis 2021 in der Kategorie Fiktion für Liebe. Jetzt! Christmas Edition
- 2022: Nominierung Harzer Hammer 2022 (Mordsharz Krimifestival) für Gefährliche Gischt
- 2022: Platz 1 der Fiction-Podcast-Charts von iTunes und Spotify mit Anne Bonny. Die Piratin
- 2023: OhrCast Hörspiel des Jahres 2022: Platz 3 für Anne Bonny. Die Piratin[9]
- 2024: Nominierung Deutscher Podcast Preis für Boudicca. Die Keltenkriegerin[10]